# Rinitis medicamentosa
La rinitis medicamentosa es la inflamación de las membranas mucosas de la nariz debida no a una alergia como respuesta fisiológica a un alérgeno, sino al uso continuo de aerosoles o gotas nasales descongestivas. Es diferente de la rinitis alérgica por el tipo de origen en que ocurre este proceso.
Actualmente, la rinitis medicamentosa se considera un subconjunto de la rinitis inducida por fármacos que puede incluir el desarrollo de congestión y otros síntomas nasales a partir de medicamentos que no se administran por vía tópica intranasal. Aunque se considera en las categorías de rinitis no alérgica e inflamación inducida por fármacos, en la rinitis medicamentosa existe un componente de taquifilaxia causada por la sustancia descongestiva, generalmente nafazolina, fenilefrina u oximetazolina, todos fármacos del tipo de los vasoconstrictores y empleados en medicamentos de venta sin receta (OTC) y fuertemente apoyados en televisión y medios impresos durante las temporadas invernales y de primavera, estación del año cuando más polen hay en el ambiente y que afecta a las personas sensibles. Aunque son sustancias simpaticomiméticas, es decir, que ejercen efectos similares a los de la adrenalina, suelen ser útiles y con escasos efectos secundarios en el tiempo y dosis indicadas. Sin embargo, el efecto secundario común es la rinitis por un uso prolongado, generalmente mayor a cinco días.
La taquifilaxia ocurre con rapidez con esta clase de medicaciones; por lo tanto, es frecuente que las personas sientan que el medicamento ya no le está funcionando y comienzan a acortar los espacios entre aplicaciones o aumentan la cantidad de dosis con la finalidad de mantener la permeabilidad nasal. A esto también se le conoce como "rebote".

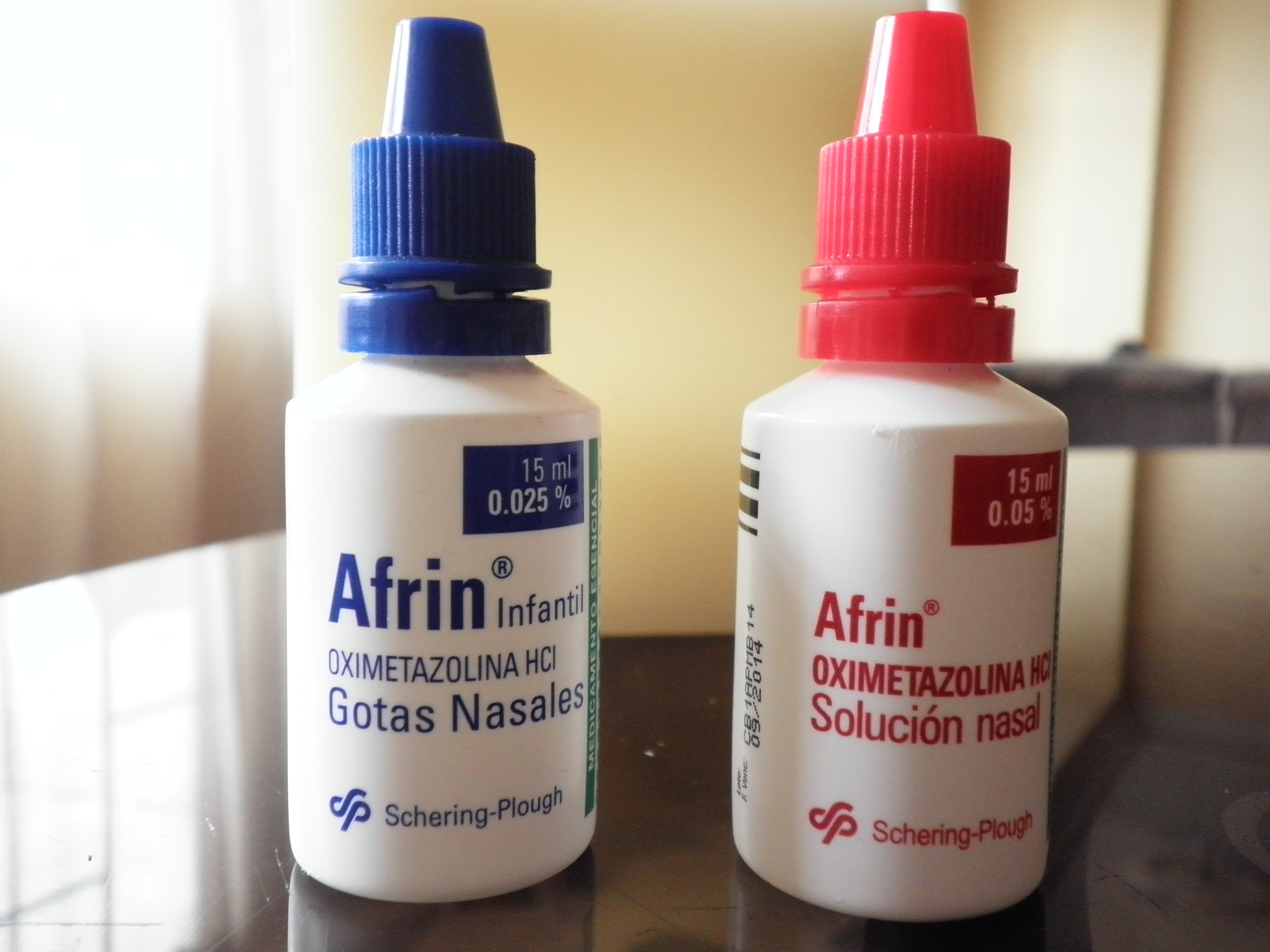

La exploración nasal por un médico general o un otorrinolaringólogo, muestra clásicamente, cornetes nasales enrojecidos e hinchados. La mayoría de las veces, se recomiendan esteroides antiinflamatorios intranasales a la vez que el paciente deja de utilizar el aerosol o las gotas descongestivas. En casos de mayor gravedad, el médico especialista podrá prescribir algún tipo de esteroide por vía oral siempre basándose en el historial clínico del paciente.
De modo similar puede existir una rinitis inducida por fármacos debido al uso regular de cocaína inhalada, pero el tratamiento médico se fundamenta en el criterio del especialista aunado a un proceso multidisciplinario.